# Elisabeth Schwarz
Pour les articles homonymes, voir Schwarz.
Elisabeth Schwarz, connue aussi sous le nom de Sissy Schwarz, est une patineuse artistique autrichienne née le 19 mai 1936 à Vienne. De 1952 à 1953, elle patine individuellement et en couple, avant de ne concourir seulement qu'en couple avec son partenaire Kurt Oppelt.
Avec Oppelt, elle est notamment championne olympique aux Jeux olympiques de 1956, championne du monde et championne d'Europe. Elle met un terme à sa carrière en 1956.

## Palmarès
| Compétition             | 1952 | 1953 |
| ----------------------- | ---- | ---- |
| Jeux olympiques         | 19e  |      |
| Championnats d'Europe   |      | 9e   |
| Championnats d'Autriche | 2e   |      |

| Compétition             | 1952 | 1953 | 1954 | 1955 | 1956 |
| ----------------------- | ---- | ---- | ---- | ---- | ---- |
| Jeux olympiques         | 9e   |      |      |      | 1re  |
| Championnats du monde   | 7e   | 6e   | 3e   | 2e   | 1re  |
| Championnats d'Europe   | 7e   | 3e   | 2e   |      | 1re  |
| Championnats d'Autriche | 1re  | 1re  | 1re  | 1re  | 1re  |